# 郑州市金水区纬四路小学
郑州市金水区纬四路小学，是中国河南省郑州市的一所小学，位于河南省郑州市金水区纬四路27号。

## 沿革
1988年，为解决郑州城乡结合部学生的就学问题，在祭城乡聂庄村建金水区纬四路小学。现为金水区直属小学。